# Munshausen
Munshausen (luxemburgisch Munzenⓘ) ist eine Ortschaft der luxemburgischen Gemeinde Clerf. Bis Ende 2011 war Munshausen der Hauptort der gleichnamigen Gemeinde, die zum Kanton Clerf gehörte. Die Gemeinde Munshausen wurde zum 5. Dezember 2011 mit den Gemeinden Heinerscheid und Clerf zu einer neuen Gemeinde fusioniert, die den Namen Clerf erhielt.

## Geographie
Landschaftlich gehört der Ort zum Ösling (lux.: Éislek), dem luxemburgischen Teil der Eifel, der durch freie Hochplateaus und enge Täler gekennzeichnet ist. Die Gemarkung der ehemaligen Gemeinde nimmt flächenmäßig ziemlich genau 1 % der Fläche des Staates Luxemburg ein. Der Ort Munshausen liegt 455 m (Kirche) über dem Meeresspiegel auf einem Hochplateau.

## Zusammensetzung der ehemaligen Gemeinde
Die ehemalige Gemeinde Munshausen bestand aus den Ortschaften:
- Drauffelt
- Marnach
- Munshausen
- Roder
- Siebenaler

## Geschichte
Erstmals erwähnt wurde Munshausen 839 als Muniheistati. Seit 986 bildete der Ort mit Hosingen eine Pfarrei, wobei die Munshausener Kirche auch als Pfarrkirche für Clervaux diente. Entsprechend waren auch die Grafen von Clervaux in der Clerwer Kapell, also der Kapelle derer von Clervaux bestattet, die Teil der Munshausener Kirche ist. Verwaltungstechnisch gehörten früher folgende Orte zur Gemeinde: Munshausen, Siebenaler, Marnach, Roder, Neidhausen, Reuler und Urspelt. 1813 wurde Neidhausen an Hosingen angegliedert, 1823 Reuler und Urspelt an Clerf. Dafür wurde dann der Ort Drauffelt an Munshausen angegliedert.
1850 hatte Munshausen 574 Einwohner, ein Höchststand wurde 1880 mit 1.128 Einwohnern erreicht, danach hat sich die Zahl durch Landflucht drastisch reduziert, bis 1981 mit 563 Einwohnern ein Tiefststand erreicht wurde. 

## Bildung
Die Kinder der Ortschaft Munshausen besuchen die Grundschule in Reuler.

## Gemeindefusion
Die Gemeinde Munshausen hatte sich in einem Bürgerentscheid am 12. Oktober 2008 für eine Zusammenlegung mit den Gemeinden Clerf und Heinerscheid ausgesprochen. Dieser Zusammenschluss wurde am 5. Dezember 2011 wirksam.

## Sehenswertes
Munshausen ist insbesondere bekannt für seine alte Kirche (13. Jahrhundert) sowie für seinen Haupeschmaart („Hubertus-Markt“), der seit dem 17. Jahrhundert existiert. Des Weiteren kann man das Freilichtmuseum Robbesscheier besuchen.

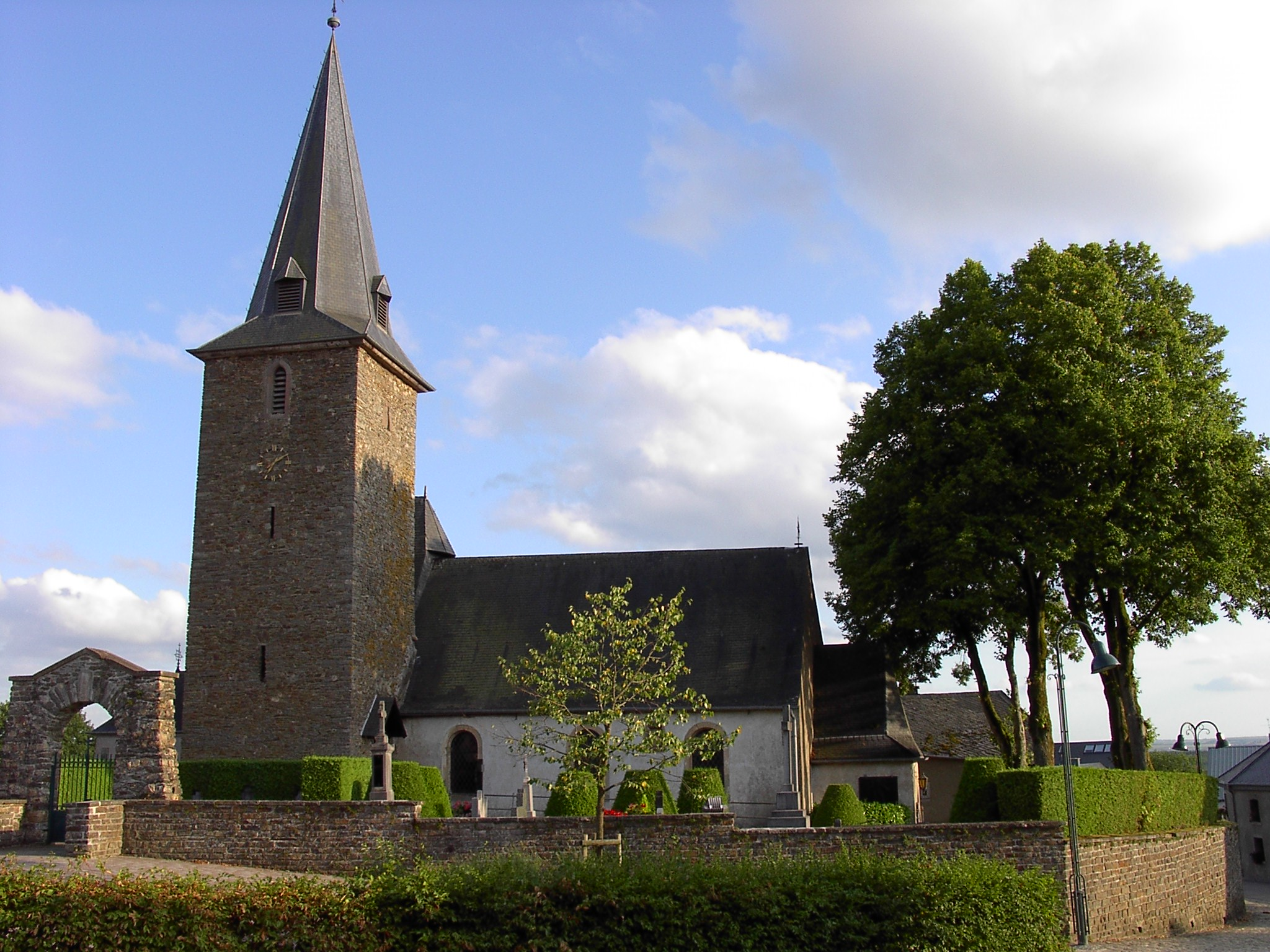
Kirche in Munshausen
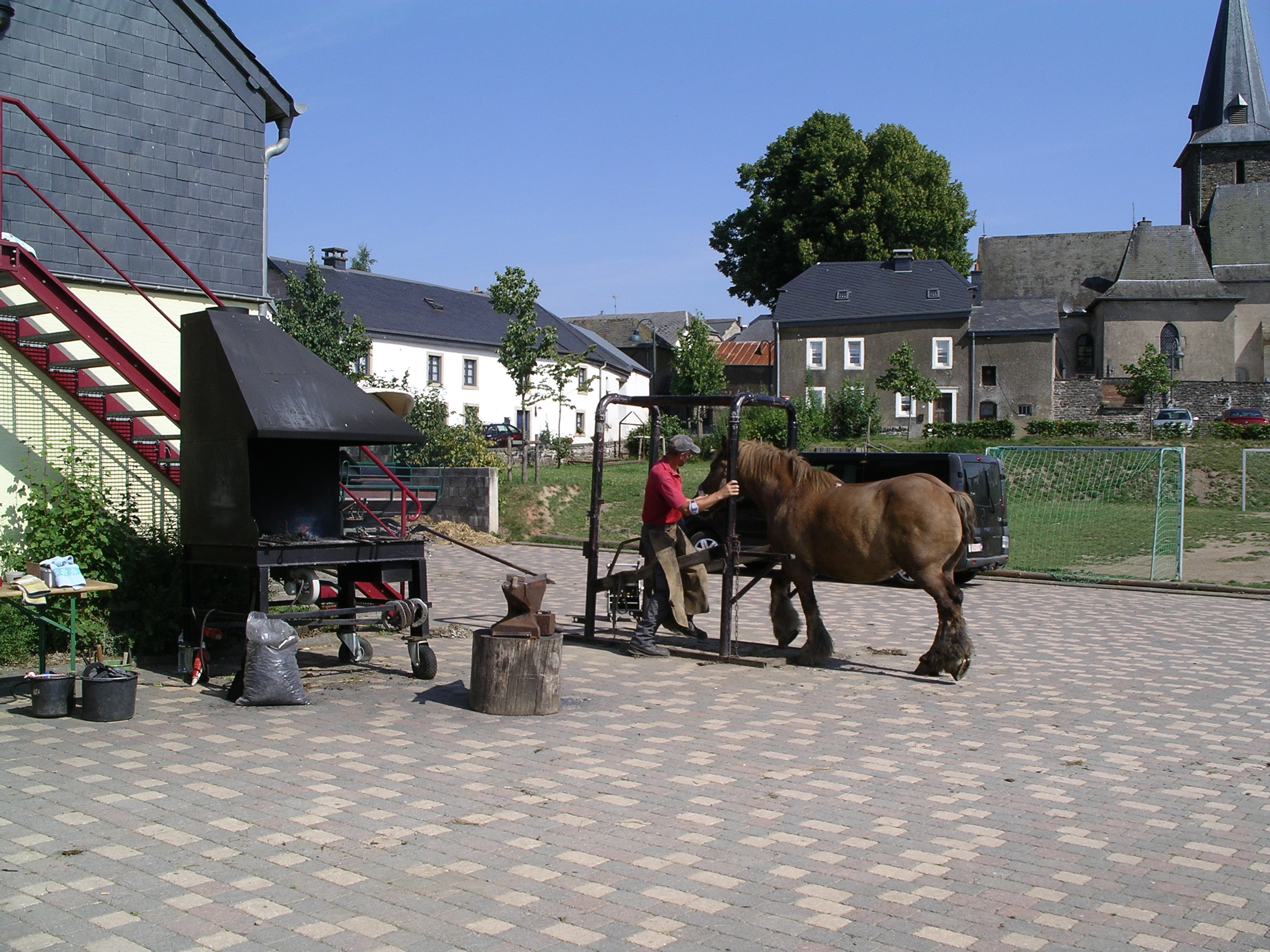
Ardenner Pferd bekommt neue Hufeisen
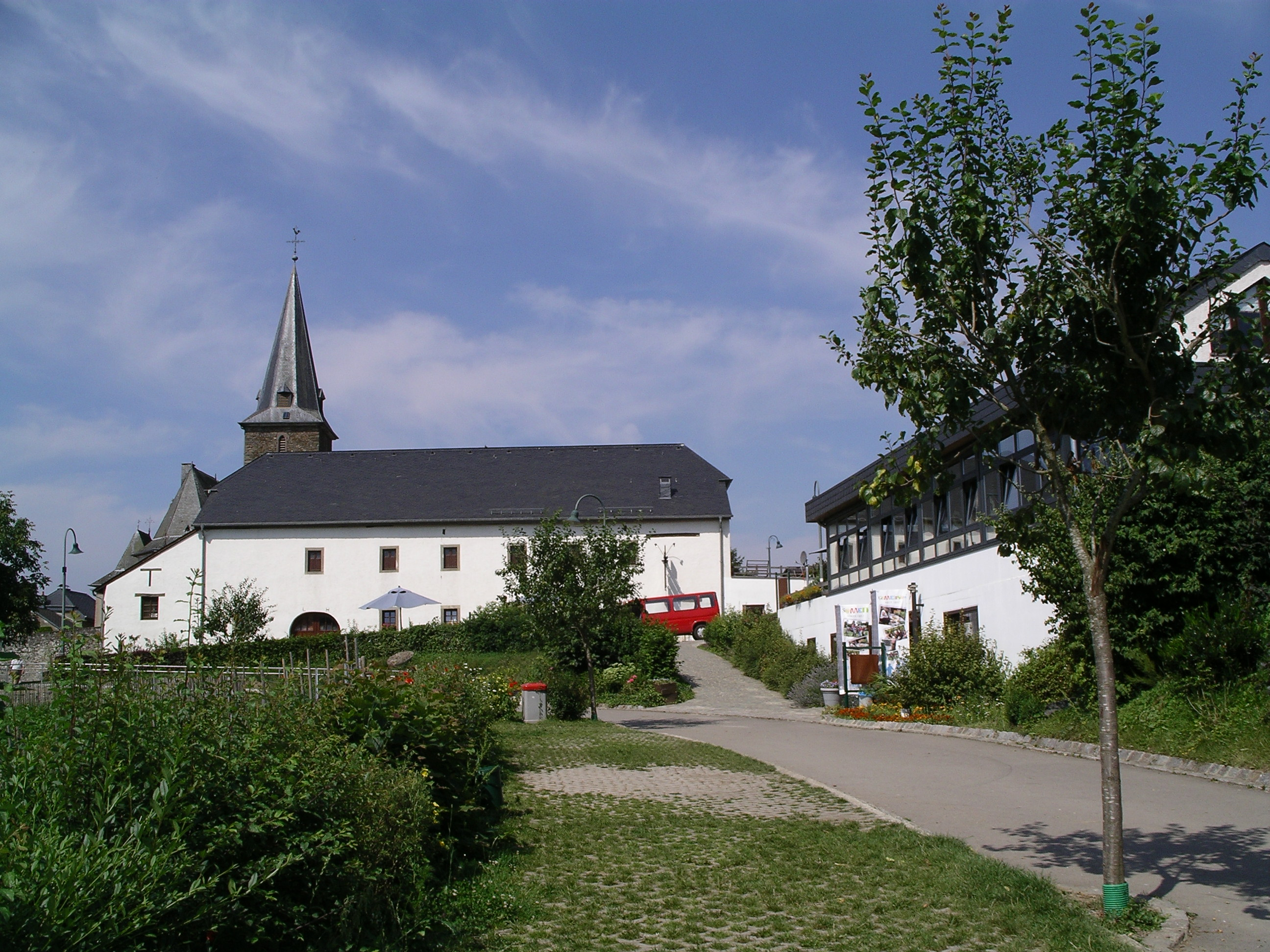
Robbesscheier